# Човек у сребрној јакни
„Човек у сребрној јакни” је југословенска телевизијска серија снимљена 1987. године у продукцији ТВ Нови Сад.

## Улоге
| Глумац                       | Улога                       |
| ---------------------------- | --------------------------- |
| Милан Штрљић                 | Стојан (1 еп. 1987)         |
| Дара Џокић                   | Олга (1 еп. 1987)           |
| Раде Шербеџија               | (1 еп. 1987)                |
| Цвијета Месић                | (1 еп. 1987)                |
| Душан Јанићијевић            | (1 еп. 1987)                |
| Маријана Прпа Финк           | (1 еп. 1987)                |
| Стеван Гардиновачки          | (1 еп. 1987)                |
| Невена Газибара              | Нада (1 еп. 1987)           |
| Милутин Бутковић             | Бора (1 еп. 1987)           |
| Татјана Лукјанова            | Вукица (1 еп. 1987)         |
| Тијана Максимовић            | Девојка-мамац (1 еп. 1987)  |
| Мирко Петковић               | Техничар (1 еп. 1987)       |
| Предраг Момчиловић           | Полицајац 202 (1 еп. 1987)  |
| Душко Роковић                | Полицајац 302 (1 еп. 1987)  |
| Гордана Јосић                | Славица (1 еп. 1987)        |
| Илија Башић                  | Мика (1 еп. 1987)           |
| Љубомир Тодоровић            | Убица (1 еп. 1987)          |
| Владета Попов                | Љубиша (1 еп. 1987)         |
| Слободанка Бијелић           | Милена (1 еп. 1987)         |
| Владан Живковић              | Боксер (1 еп. 1987)         |
| Милица Радаковић             | Зикина жена (1 еп. 1987)    |
| Мирјана Гардиновачки         | Мира (1 еп. 1987)           |
| Стеван Шалајић               | Сељак (1 еп. 1987)          |
| Петар Лупа                   | Каменорезац (1 еп. 1987)    |
| Ратко Вујичић                | Сувозач (1 еп. 1987)        |
| Звијездана Томашевић Јосифов | Жена (1 еп. 1987)           |
| Јован Ћулум                  | Јаника (1 еп. 1987)         |
| Далибор Ђаковић              | Срђан (1 еп. 1987)          |
| Хана Штарк                   | Миланова ћерка (1 еп. 1987) |
| Александар Берчек            | (1 еп. 1987)                |

Комплетна ТВ екипа  ▼
| Редитељ              | Петар Јаконић   | (1 еп. 1987)                        |
| Сценариста           | Петар Јаконић   | (1 еп. 1987)                        |
| Сценариста           | Небојша Пајкић  | (1 еп. 1987)                        |
| Сценариста           | Вида Црнчевић   | (непознат број епизода)             |
| Композитор           | Владимир Дивљан | (непознат број епизода)             |
| Директор фотографије | Бранко Иватовић | (непознат број епизода)             |
| Mонтажер             | Петар Јаконић   | (непознат број епизода)             |
| Менаџер продукције   | Злата Калић     | организатор (непознат број епизода) |